# Alberto Corredor

## Alberto Corredor
Alberto Corredor es un director de cine español conocido por su trabajo en el cortometraje Baghead. Nacido en Soria.

### Carrera
Alberto Corredor ha vivido y trabajado en Londres durante los últimos 15 años, donde ha desempeñado roles diversos como editor, director creativo y productor. Su interés por el cine lo llevó a buscar proyectos que le permitieran expresar su visión artística y narrativa. 
En su búsqueda de un guion para un largometraje, Corredor se encontró con el guionista Lorcan Reilly, quien le presentó tres guiones para cortometrajes, uno de los cuales era Baghead. Impresionado por la historia y los personajes, Corredor decidió llevar a cabo el proyecto como un cortometraje, convirtiéndose posteriormente en un largometraje. 

### Baghead
Baghead es un cortometraje y largometraje que gira en torno a la historia de un protagonista que busca comunicarse con un fallecido. La película aborda temas de pérdida, venganza y la relación con la muerte, todo ello explorado desde una perspectiva humorística y a menudo cínica. Corredor destaca el papel del humor negro en su trabajo, buscando desafiar las convenciones del género y ofrecer una visión fresca y original.
El proceso de producción de Baghead no estuvo exento de desafíos, pero el compromiso y la dedicación del equipo permitieron superar obstáculos y llevar el proyecto a la pantalla con éxito. El cortometraje ha recibido elogios de la crítica y ha sido premiado en diversos festivales de cine, consolidando la reputación de Corredor como un talentoso director en ascenso. 

### Reconocimientos
El trabajo de Alberto Corredor ha sido reconocido con varios premios en festivales de cine, incluyendo la Sierra Circular del Criptshow y el Paul Naschy en el Brigaddon, entre otros. Estos premios han contribuido a aumentar su visibilidad en la industria cinematográfica y a abrir nuevas oportunidades para su carrera.

### Futuros Proyectos
Con el éxito de Baghead, Alberto Corredor se encuentra actualmente explorando nuevas oportunidades en la industria del cine, tanto en España como a nivel internacional. Tras convertir Baghead en un largometraje, Corredor ha recibido propuestas para dirigir otros proyectos cinematográficos, lo que sugiere un prometedor futuro para su carrera como director. 

### Como director
| Año  | Película |
| ---- | -------- |
| 2017 | Baghead  |
| 2023 | Baghead  |